# 김미화 (배우)
김미화(1974년 7월 27일~)는 대한민국의 배우이고, 1995년에 연극배우로 처음 데뷔하였다.

## 출연작

### 영화
- 2018년 《암수살인》 - 미용실 원장 역
- 2019년 《장사리 : 잊혀진 영웅들》 - 하륜의 어머니 역
- 2019년 《시동》 - 해장국집 아줌마 역
- 2020년 《클로젯》 - 부동산 아주머니 역
- 2020년 《오케이! 마담》 - 좌판 상인 역
- 2021년 《F20》 - 초코 엄마 역
- 2022년 《이공삼칠》 - 순제 역
- 2022년 《헤어질 결심》 - 자라 아줌마 역
- 2022년 《서울 대작전》 - 갈치의 어머니 역

### 드라마
- 2017년 JTBC 《힘쎈여자 도봉순》
- 2017년 JTBC 《품위있는 그녀》
- 2017년 KBS1 《무궁화 꽃이 피었습니다》
- 2017년 tvN 《드라마 스테이지 - 박대리의 은밀한 사생활》
- 2018년 KBS2 《우리가 만난 기적》
- 2018년 JTBC 《라이프》
- 2018년 Olive 《은주의 방》 - 집주인 역
- 2018년 MBC 《신과의 약속》 - 한미화 역
- 2019년 OCN 《구해줘 2》 - 대구댁 역
- 2019년 tvN 《어비스》
- 2019년 KBS2 《동백꽃 필 무렵》 - 김재영 역
- 2019년 JTBC 《초콜릿》
- 2020년 tvN 《화양연화 - 삶이 꽃이 되는 순간》
- 2020년 JTBC 《쌍갑포차》
- 2020년 카카오TV 《며느라기》
- 2022년 tvN 《살인자의 쇼핑목록》 - 공산 역
- 2023년 Disney+ 《사랑이라 말해요》 - 우주의 고모 역
- 2023년 tvN 《반짝이는 워터멜론》 - 병호의 어머니 역 (특별출연)
- 2023년 JTBC 《힘쎈여자 강남순》
- 2023년 JTBC 《웰컴투 삼달리》 - 양부자 역
- 2024년 SBS 《굿파트너》 - 안 과장 역